# Trenčíner Museum
Das Trenčíner Museum ist ein kulturelles und wissenschaftliches Institut in der slowakischen Stadt Trenčín.

## Geschichte
Der Vorläufer des Museums war der naturwissenschaftliche Bund des Trenčíner Gaus, der im Jahr 1877 gegründet wurde. Durch den Zusammenschluss mit der musealen Gesellschaft im Jahr 1912 entstand das Trenčíner Museum. Der erste Vorsitzende wurde Karol Brančík, ein Gaudoktor und ein international bedeutender Entomologe.

## Sammlungen
Das Trenčíner Museum hat eine naturwissenschaftliche Tradition. Als ein Museum des landeskundlichen Typs besitzt und verwaltet diese Institution verschiedene Sammlungen. Die Sammlungen bestehen unter anderem aus historischen, kunstwissenschaftlichen, naturwissenschaftlichen, literargeschichtlichen und landeskundlichen Sammlungen. Daneben gibt es reiche Sammlungen aus dem Gebiet der Numismatik, der Ordenskunde, Militaria und Waffen, des Kunsthandwerks und von alten Postkarten. 
Zur wertvollsten Museumssammlung gehört eine Gemäldesammlung des Adelsgeschlechts Ilesházi. Die Ilesházi waren Haupt- und Erbgespane des Trenčíner und Liptover Gaus, Herren der Trenčíner Burg in der Zeitspanne zwischen 1594 und 1835. 
Das Trenčíner Museum verwaltet außer dem Hauptgebäude auf dem Platz Mierové námestie, dem Gauhaus, noch die Trenčíner Burg mit mehreren Ausstellungen, das Beinhaus (Karner) des Heiligen Michael, das sogenannte Henkerhaus und mehrere Ausstellungen außerhalb von Trenčín. In der Filiale in Nové Mesto nad Váhom befindet sich eine Ausstellung der Geschichte dieser Stadt und des umliegenden Gebiets. 
Im Ambro-Herrenhaus in Beckov ist eine Ausstellung der Geschichte dieses Städtchens, dem Tatrín-Bund und dem bedeutenden nationalen Erwecker Josef Miloslav Hurban gewidmet.
Die Ausstellung in Čachtice erinnert neben der Geschichte der Stadt Čachtice auch an die Legende der Blutgräfin, die sich um Elisabeth Báthory rankt. In der anliegenden Ortschaft Očkov befindet sich ein Fürstengrabhügel aus dem Zeitabschnitt der Velatice-Willensdorf-Kultur der jungen Bronzezeit und in Bzince pod Javorinou ist das Gedenkzimmer der Schriftstellerin Ľudmila Podjavorinská zu sehen.
Die strategische Lage der Stadt Trenčín in der Nähe der Waagfurten und bedeutender Karpaten-Pässe registrierten schon die alten Römer, wie es auch die „römische Inschrift“ auf dem Trenčíner Burgfels belegt, die der Legat der II. Hilfslegion Marcus Valerius im Jahr 179 unserer Zeitrechnung zur Ehre des Sieges des Keisers Marcus Aurelius und seines Sohnes Commodus einhauen ließ. 
Die 2008 eröffnete Ausstellung „Aus der Geschichte und der Kultur  der freien Königsstadt Trenčín und des ehemaligen Trenčíner Gaus“ befindet sich im 1. Stockwerk des Trenčíner Museums, im so genannten Gauhaus. Die einzelnen Abteilungen der Ausstellung sind den Naturwissenschaften, der Kunstgeschichte, der Geschichte, der Archäologie und der Volkskunde gewidmet. Eine Abteilung macht die Besucher mit der Geschichte und den Traditionen der Trenčíner Region bekannt. 
Die Leitung des Museums hat sich für die polyfunktionale Ausnutzung des Kongregationsraums entschlossen, wo Exponate der Kunst und der Geschichte der Stadt Trenčín und des ehemaligen Trenčíner Gaus ihren Platz haben. Der freie Platz in der Mitte ist für die Organisation kultureller Veranstaltungen, z. B. Musikveranstaltungen, bestimmt.
Von den Kunstexponaten sind die Porträts ehemaliger Gauleiter und Gaubeamter, die meistens in Lebensgröße gemalt sind, bedeutsam. Die meisten von ihnen wurden von Meistern ihrer Zeit gemalt, wie z. B. M. Barabás, der offizielle Porträtist des obersten ungarischen Adels.
Das repräsentative Porträt des Mathias Čák von Trenčín, vom Zipser Maler Theodor Boemm, gehört zu den besten Porträts des Magnaten. Den Kunsthandwerksbereich repräsentiert eine Kollektion historischer Uhren, von denen die älteste eine aus dem 17. Jahrhundert stammende bemalte barocke Eisenuhr des „Luzerntyps“ ist. Die zweiteiligen Vasen aus einem Rosaglas mit einem gravierten Porträtdekor wurden in einer inzwischen nicht mehr existierenden Glasfabrik in Uhrovec für die Landesausstellung gefertigt, die im Jahr 1885 in Budapest veranstaltet wurde.
Weitere Exponaten sind ein barocker Majolika-Blumentopf aus der Ilesházi-Residenz in Dubnica nad Váhom, Habaner Keramik, Zinnteller, Fächer und geschnitzte Pfeifen (hergestellt aus Meerschaum). Im Museum befindet sich ein Nachlass des Papstes Leo XIII. Papst Pius X. schenkte der Trenčíner Musealen Gemeinschaft reich bestickte Schuhe, einen Kollar und einen seidenen Pileolus.
Die einleitende, naturwissenschaftliche Abteilung der Ausstellung ist der Geschichte des Dr. Karol Brančík, dem Gründer und ersten Direktor des Trenčíner Museums und der im Jahr 1877 gegründeten Naturwissenschaftlichen Gemeinschaft des Trenčíner Gaus gewidmet. 
Diese Abteilung enthält authentische Gegenstände und Naturalien aus der Sammlung Brančíks, darunter 700 Exemplare von Schmetterlingen und anderen Insekten, schriftliche und topografische Dokumentation, originelle Insektenzeichnungen, Naturalien und Landesmotive aus den Reisen. 
In der Archäologieabteilung gibt es einen Überblick über mehrere Funde und archäologische Lokalitäten der Trenčíner Region von der Urzeit bis zum Frühmittelalter. Weitere Exponate sind Steinwerkzeuge des Urzeit-Menschen, keramische Gefäße, Urnen, Kupfer- und Bronzewaffen, Werkzeuge und Schmuck, Produkte der früheren Eisenzeit, römische Funde, Münzen, Grabbeigaben, slawische Waffen und Sporen der großmährischen Reiter. 
In einem weiteren Raum befindet sich eine landeskundliche Ausstellung. Eine Sammlung der Volkskleider repräsentiert eine Trachten aus der Trenčíner Umgebung. Die Sammlung der folkloristischen Kunst- und Nutzkeramik dokumentiert charakteristische Merkmale der Trenčíner Keramik, wie auch das eigenwillige regionale Kunstphänomen. Ein bedeutender Bestandteil der Ausstellung ist auch eine Glasmalereikollektion und eine Sammlung hölzerner sakraler Plastiken, die aus den Motiven der Mutter Gottes, ein charakteristischer Typ der Pietät, und einem mehrmals publizierten Christus am Kreuz bestehen. Teil der Sammlung sind auch zwei große hölzerne Figuralbienenstöcke.
Koordinaten: 48° 53′ 44,2″ N, 18° 2′ 38,2″ O